# Oidardis gibba
Oidardis gibba là một loài ruồi trong họ Asilidae. Oidardis gibba được Curran miêu tả năm 1930. Loài này phân bố ở vùng Tân nhiệt đới.